# Stevan Gardinovački
Stevan Baja Gardinovački (Beograd, 20. studenog 1936. – Novi Sad, 28. lipnja 2011.) bio je srpski kazališni, televizijski i filmski glumac.

## Biografija
Rođen je 20. studenog 1936. u Beogradu, a preminuo je 28. lipnja 2011. u Novom Sadu nakon kraće bolesti. Glumio je u velikom broju kazališnih predstava, igrao u velikom broju filmova, radio i TV dramama, te serijama. Bio je član ansambla Narodnog kazališta u Subotici (1961. – 1965.), zatim Narodnog kazališta „Toša Jovanović” u Zrenjaninu (1965. – 1969.), kada prelazi u Srpsko narodno kazalište u Novom Sadu, gdje ostaje do umirovljenja. Bio je prvak drame u ovom kazalištu, a jedno vrijeme i ravnatelj drame.